# Gnoma affinis
Gnoma affinis là một loài bọ cánh cứng trong họ Cerambycidae.

## Hình ảnh

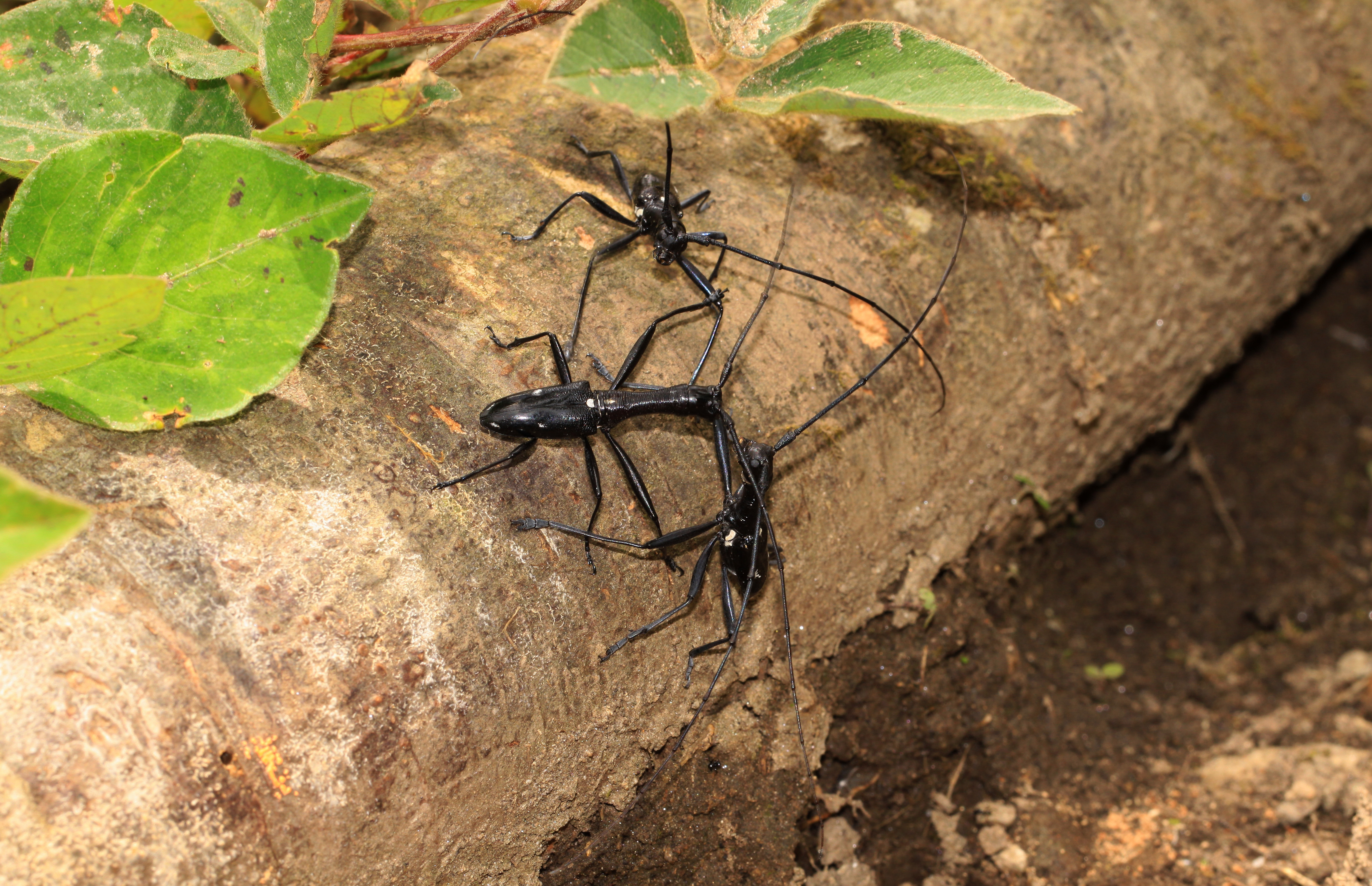